# Forte de Santiago do Outão
O Forte de Santiago do Outão também referido apenas como Forte do Outão, localiza-se na barra norte do rio Sado, no Município e no Distrito de Setúbal, em Portugal.
Integrou, no passado, a linha defensiva do trecho do litoral denominado hoje, em termos de turismo, como Costa Azul, e que, no século XVII, se estendia de Albarquel a Sesimbra, complementando a defesa da importante povoação marítima de Setúbal.
Está nele instalado o Hospital Ortopédico Sant’Iago do Outão.

## História

### Antecedentes: a Torre do Outão
A mais antiga estrutura identificada no lugar do Outão é uma atalaia ou torre de vigilância da costa, erguida por ordem de D. João I (1385-1433) em 1390. Posteriormente, quando do reinado de D. Manuel (1495-1521), teria sido beneficiada.

### O primitivo forte
Quando do reinado de D. Sebastião (1568-1578) sofreu extensas obras de modernização e ampliação (1572), quando foi erguida uma cerca abaluartada em redor da primitiva torre, a cargo do mestre das obras das fortificações, Afonso Álvares.
Durante a crise de sucessão de 1580, juntamente com a vila de Setúbal, este forte manteve-se fiel a D. António, prior do Crato. Sob o comando de Mendo Mota, a sua guarnição de uma centena de homens, dispondo de 47 peças de artilharia de diversos calibres, resistiu às forças espanholas sob o comando do Duque de Alba, de 22 a 24 de Julho.
À época da Dinastia Filipina, os oficiais da Casa do Corpo Santo, importante instituição de Setúbal, requereram ao soberano a instalação, nas dependências deste forte, de um farol para auxílio à navegação (1625). As obras deste farol foram custeadas por aquela instituição.
Diante da eclosão da Restauração da independência, a guarnição do forte manteve-se leal a D. Filipe III (1621-1640) até ao dia 8 de Dezembro de 1640.

### O actual forte

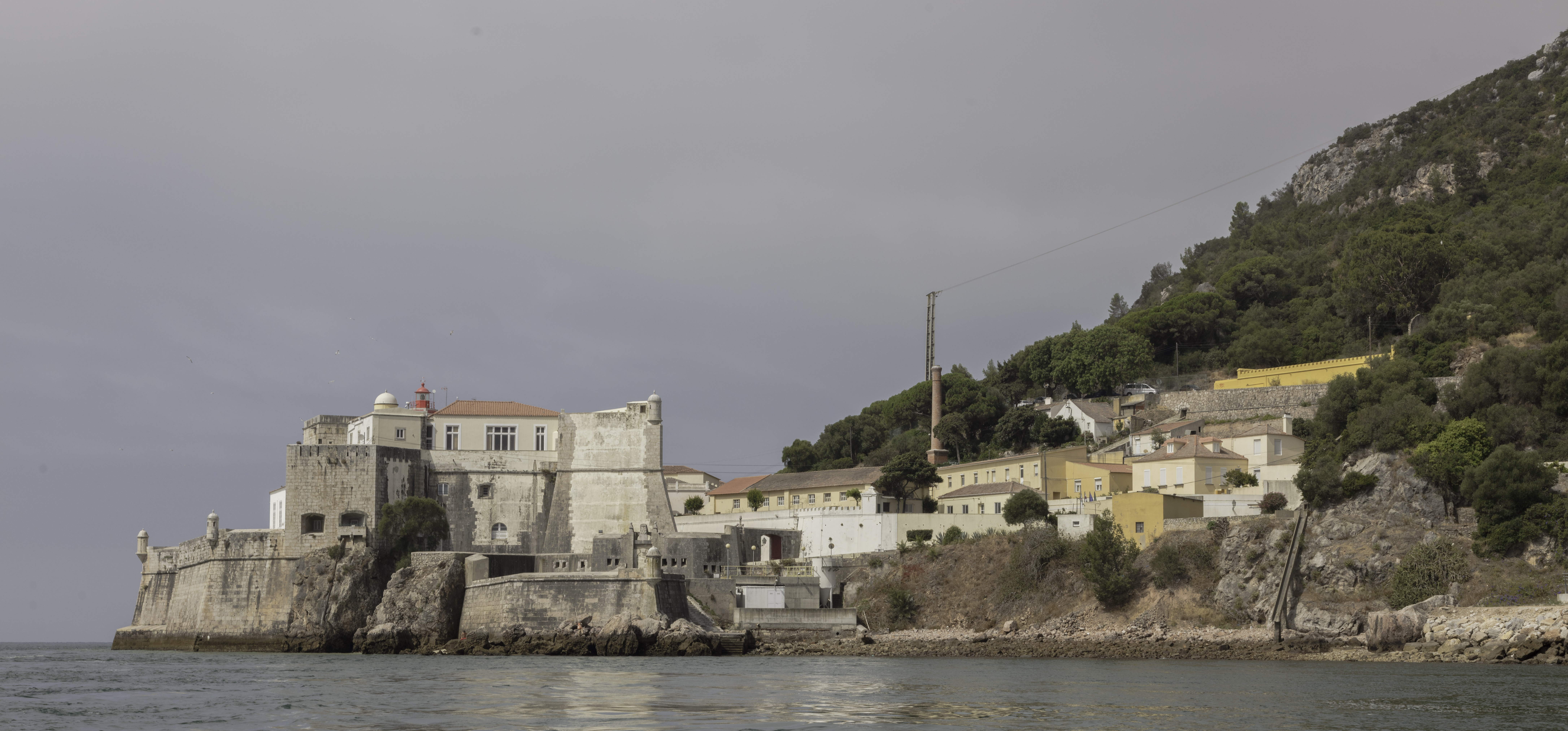
Vista geral da fortificação.

No âmbito da completa remodelação da estratégia defensiva do reino implementada sob o reinado de D. João IV (1640-56), compreendida na defesa da barra de Setúbal, foram-lhe iniciadas novas e amplas obras de modernização e reforço. Nelas terá trabalhado Cosmander em 1642, vindo a pedra fundamental a ser lançada em 30 de julho de 1643, conforme placa epigráfica sobre a porta da Casa da Guarda, no trecho de muralha do lado do mar:
A torre desta fortaleza de Santiago do Outão foi edificada por El Rei Dom João o Primeiro e depois cercada de muro por El Rei D. Sebastião e o sereníssimo D. João IV, libertador da pátria, mandou acrescentar a fortaleza para a parte do mar e terra com magnificência e grandeza que hoje se vê. D. Fernando de Menezes, conde da Ericeira, lhe lançou a primeira pedra em XXV de Julho de MDCILIII e sendo governador dela Manuel da Silva Mascarenhas e das armas de Setúbal e sua comarca e superintendente da fortificação João de Saldanha mandou pôr aqui esta memória ano de MDCILIX.
Já a 4 de Agosto de 1644, o soberano advertia a Manuel da Silva Mascarenhas para que concluísse as obras com a maior brevidade. Contribuíram para as obras de defesa da costa de Setúbal, neste período, os proprietários das marinhas de sal e os navegantes da Casa do Corpo Santo, tendo as obras deste forte sido concluídas em 1657.
Diante da progressiva perda de suas funções defensivas diante da evolução dos meios da guerra, foi desartilhado no século XIX, tendo as suas instalações sido utilizadas como prisão. Posteriormente, em 1890, sofreu obras de adaptação para residência de veraneio de D. Carlos (1889-1908) e sua esposa, D. Maria Amélia de Orleans, obras essas a cargo do engenheiro Xavier da Silva.

### O Sanatório

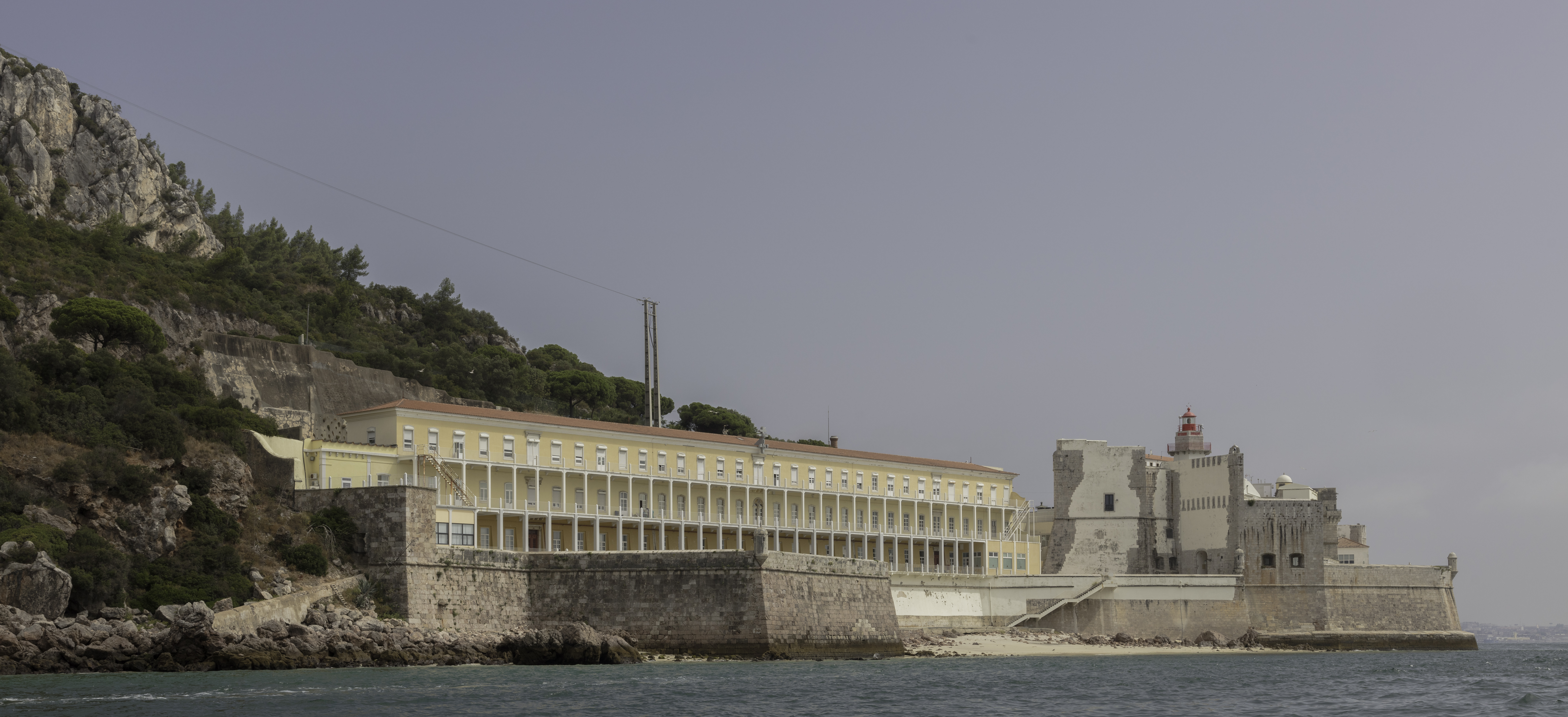
Sanátorio

Diante das virtudes naturais daquela vertente da serra da Arrábida (insolação, maritimidade, pequena amplitude térmica anual), apropriadas à cura hélio-marítima como compreendido à época, por iniciativa da benemérita rainha, procedeu-se à adaptação da real residência de veraneio para sanatório, quando foram erguidas instalações hospitalares no lugar das antigas casamatas (1900). Iniciavam-se as operações do Sanatório Marítimo do Outão, voltado para o atendimento das tuberculoses óssea e ganglionar. Provisoriamente recebeu crianças do sexo feminino, sendo o atendimento ampliado a crianças do sexo masculino e, posteriormente ainda, a mulheres.
A partir de 1909, o Sanatório foi convertido em Hospital Ortopédico, função que conserva até aos nossos dias (Hospital Ortopédico Sant’Iago Outão).
Durante toda a década de 1950 foram procedidas intervenções de consolidação, restauro e beneficiação das instalações do Sanatório por parte da Direcção-Geral dos Edifícios e Monumentos Nacionais (DGEMN), o que se repetiu em 1986 e 1991. No período de 1996-1997 o mesmo órgão atendeu às dependências da antiga Capela, que data da segunda metade do século XVII, em particular procedendo à recuperação do seu revestimento de azulejos.
As instalações do antigo forte abrigam ainda o Farol do Outão.

## Características

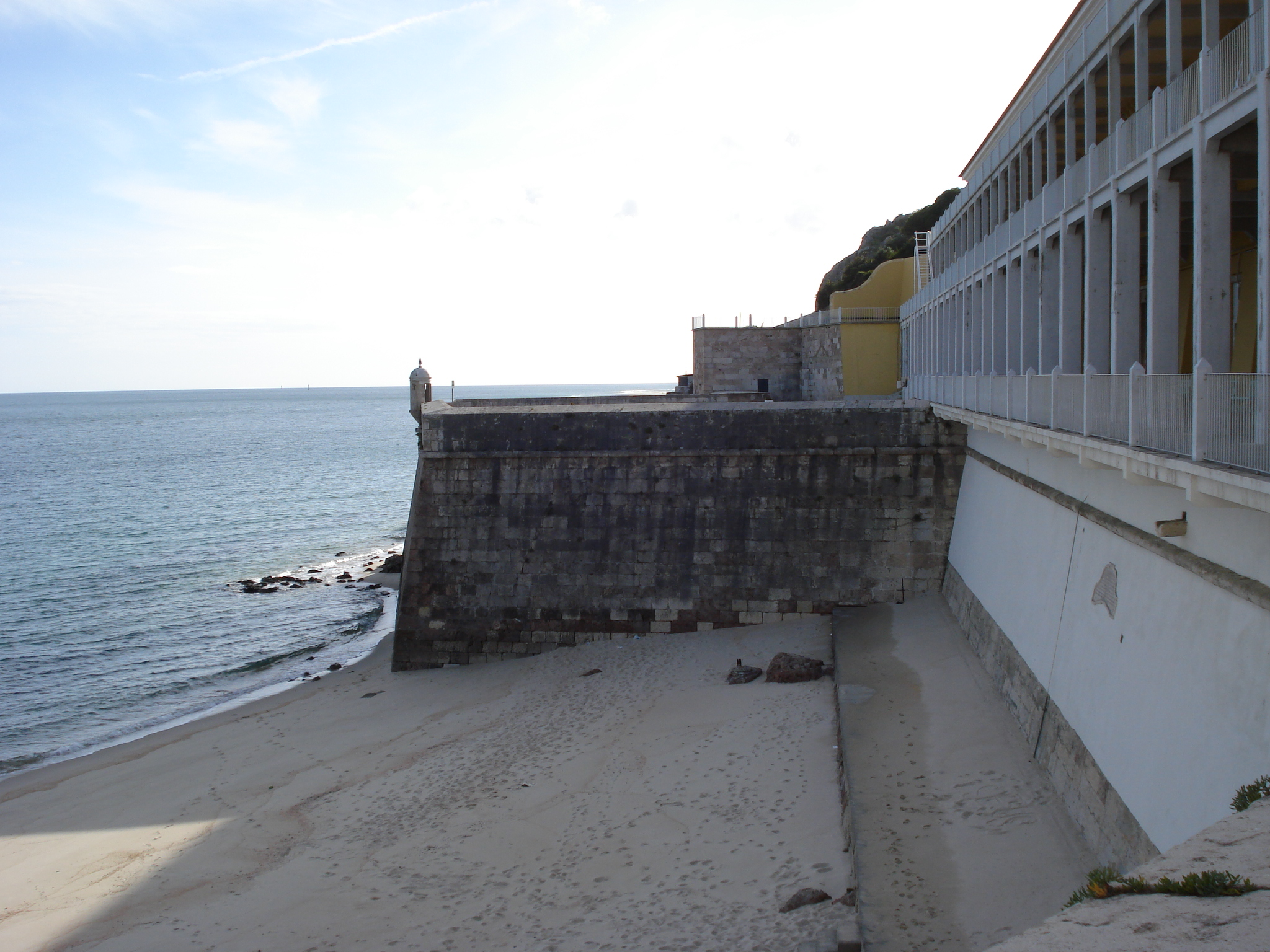
Forte de Santiago do Outão: Setúbal, Portugal: baluarte Oeste e guarita.

Esta fortificação marítima combina elementos da arquitectura militar tardo-medieval (abaluartada), gótica e maneirista, acompanhando a evolução da artilharia.
Apresenta planta poligonal irregular (orgânica) onde se inscreve a torre medieval de três pavimentos, apresentando janelas de sacada e balcões com mata-cães nos cunhais.
Em torno da torre, no terrapleno acessado pelo portão do lado Norte, erguem-se as antigas dependências de serviço do forte, com dois e três pavimentos, entre os quais a capela, sob invocação de Santiago, a Oeste. Cobrindo o lado do mar, erguem-se três baluartes com plataformas para a artilharia; pelo lado de terra, observa-se uma tenalha com dois baluartes elevados e muro em talude. Nos ângulos salientes dos baluartes elevam-se guaritas circulares cobertas.